# 용봉초등학교 (충남)
용봉초등학교는 대한민국 충청남도 홍성군에 있는 공립 초등학교이다.

## 학교 연혁
- 1949년 10월 25일 홍북국민학교 상하분교 인가
- 1957년 5월 20일 용봉국민학교 개교
- 1978년 3월 20일 군지정 자연보호 시범학교 운영(78,79)
- 1982년 3월 1일 병설유치원 개원
- 1988년 11월 15일 6개 교실 신축
- 1991년 3월 1일 홍성교육청 지정 가치관 교육 연구학교 운영
- 1991년 3월 24일 학교 급식 운영(농촌형)
- 1993년 12월 22일 과학교육 우수교 표창
- 1996년 3월 1일 용봉초등학교로 개칭
- 1996년 7월 9일 교단개혁 시범학교 운영
- 1996년 11월 4일 홍성교육청 지정 컴퓨터 교육 시범 운영 보고
- 1998년 6월 27일 충청남도교육청 지정 통신망 활용 시범학교 운영보고회
- 2001년 11월 27일 환경교육부문 최우수교 표창(교육감)
- 2002년 12월 16일 장학활동유공학교 표창
- 2003년 10월 20일 다목적실 친축(강당/과학실/컴퓨터실)
- 2005년 12월 13일 과학/정보교육 우수교 표창(교육감)
- 2006년 9월 13일 학교평가 최우수 학교 표창
- 2010년 3월 1일 홍성교육청 지정 한자 활용 능력 신장 시범학교 운영
- 2010년 7월 1일 교육과학기술부 지정 ‘사교육절감형 창의경영 학교’ 운영
- 2011년 3월 1일 초등학교 6학급, 유치원 1학급 편성
- 2011년 3월 1일 홍성교육청지정 창의적 체험활동 시범학교 지정

## 참고 자료
- 용봉초등학교 - 한국교육학술정보원 학교알리미